# Fulk Fitz Warin, 2. Baron FitzWarine

Wappen der Familie Fitz Warin

Fulk Fitz Warin, 2. Baron FitzWarin (auch Fulk Fitzwarine, 2. Baron Fitzwarine) (* um 1285; † 1337) war ein englischer Adliger und Militär.

## Herkunft
Fulk Fitz Warin entstammte einer Adelsfamilie aus den Welsh Marches. Er war der älteste Sohn seines gleichnamigen Vaters Fulk Fitz Warin, 1. Baron FitzWarine und von dessen Frau Margaret, einer Tochter des walisischen Fürsten Gruffydd ap Gwenwynwyn. Nach dem Tod seines Vaters 1315 erbte er Whittington Castle und weitere Besitzungen vor allem in Shropshire. Von November 1317 bis Januar 1336 wurde er zu den Parlamenten geladen, weshalb er als Baron FitzWarine gilt. Dennoch gehörte er nachweisbar 1318 und 1319 zu den Vasallen von Thomas of Lancaster, 2. Earl of Lancaster, der ihm dafür erhebliche Geldsummen zahlte.

## Dienst als Militär unter Eduard II.
Als der Earl of Lancaster jedoch ab 1321 offen gegen König Eduard II. rebellierte, wechselte Fitz Warin auf die Seite des Königs. Um die Rebellion der Marcher Lords und von Lancaster niederzuschlagen, zog der König im Dezember 1321 zunächst in die Welsh Marches. Um den Übergang über den Severn zu sichern, schickte er Ende Dezember eine Vorhut nach Bridgnorth, zu deren Führern neben Oliver Ingham auch Fitz Warin gehörte. Diese Truppen wurden jedoch durch einen nächtlichen Angriff der Marcher Lords unter Roger Mortimer of Wigmore und Roger Mortimer of Chirk am 5. Januar 1322 aus der Stadt vertrieben. Die königlichen Truppen mussten sich nach Worcester zurückziehen, während die Rebellen die Brücke von Bridgnorth zerstörten und damit dem König weiter den Übergang über den Severn versperrten. Der König zog weiter flussaufwärts, bis er bei Shrewsbury den Fluss überqueren konnte. Daraufhin ergaben sich die meisten der rebellierenden Marcher Lords. Im März 1322 nahm er an der Schlacht bei Boroughbridge teil, in der Lancaster und die verbliebenen Rebellen entscheidend geschlagen wurden.
Während des Kriegs von Saint-Sardos ernannte der König im Juli 1324 Fitz Warin und John de Seagrave zu Kommandanten der Armee, die zur Verteidigung der Gascogne nach Südwestfrankreich aufbrechen sollte. Bevor die Armee jedoch die Gascogne erreichte, hatten die Franzosen den Großteil des Agenais erobert, worauf die Engländer einen Waffenstillstand schließen mussten.

## Dienst als Militär unter Eduard III.
Während der Regentschaft von Roger Mortimer wurde Fitz Warin 1330 zusammen mit drei anderen Rittern und mehreren Geistlichen beschuldigt, die Verschwörung des Earl of Kent zu unterstützen. Der Earl of Kent glaubte, dass sein abgesetzter Halbbruder Eduard II. nicht ermordet worden war, sondern von Mortimer heimlich in Corfe Castle festgehalten wurde. Während Fitz Warins Besitzungen beschlagnahmt wurden, wurde Kent hingerichtet.
1332 gehörte Fitz Warin zu den sogenannten Enterbten, die unter Führung von Edward Balliol und Henry de Beaumont eine Invasion Schottlands versuchten. Dabei kämpfte er wahrscheinlich in der Schlacht von Dupplin Moor. Nachdem jedoch im Herbst 1332 die Schotten das Heer der Enterbten aus Schottland zurückgedrängt hatten, gewährte König Eduard III. Fitz Warin am 4. November einen Zahlungsaufschub seiner Schulden gegenüber der Krone.

## Ehen und Nachkommen
Fitz Warin hatte vor 1315 Alianor Beauchamp, eine Tochter von William Beauchamp aus Somerset geheiratet. Nach ihrem Tod heiratete er in zweiter Ehe Joan Beaumont, eine Tochter von Henry de Beaumont und Alicia Comyn. Sein Erbe wurde sein Sohn Fulk Fitz Warin, 3. Baron FitzWarine.